# Verdum de l'Himàlaia
El verdum de l'Himàlaia (Chloris spinoides) és una espècie d'ocell de la família dels fringíl·lids (Fringillidae) del mateix gènere que el verdum europeu, habitual als Països Catalans.

## Descripció
- Fa uns 14 cm de llargària. Bec i potes color carn.[2]
- Mascle amb zones inferiors, carpó i flancs groc. Dors, ales i cua negre o molt fosc. Bandes alars i plomes laterals de la cua grogues. Capell, clatell i auriculars negres, contrastant amb el front, celles, laterals del coll i gola, grogues.[3]
- Femella i jove similar al mascle però amb colors molt més apagats.

## Hàbitat i distribució
Habita zones obertes, clars dels boscos i terres de conreu dels Himàlaies del Pakistan, nord i est de l'Índia, sud i centre del Tibet i oest de Myanmar. En hivern baixa a menors elevacions.

## Reproducció

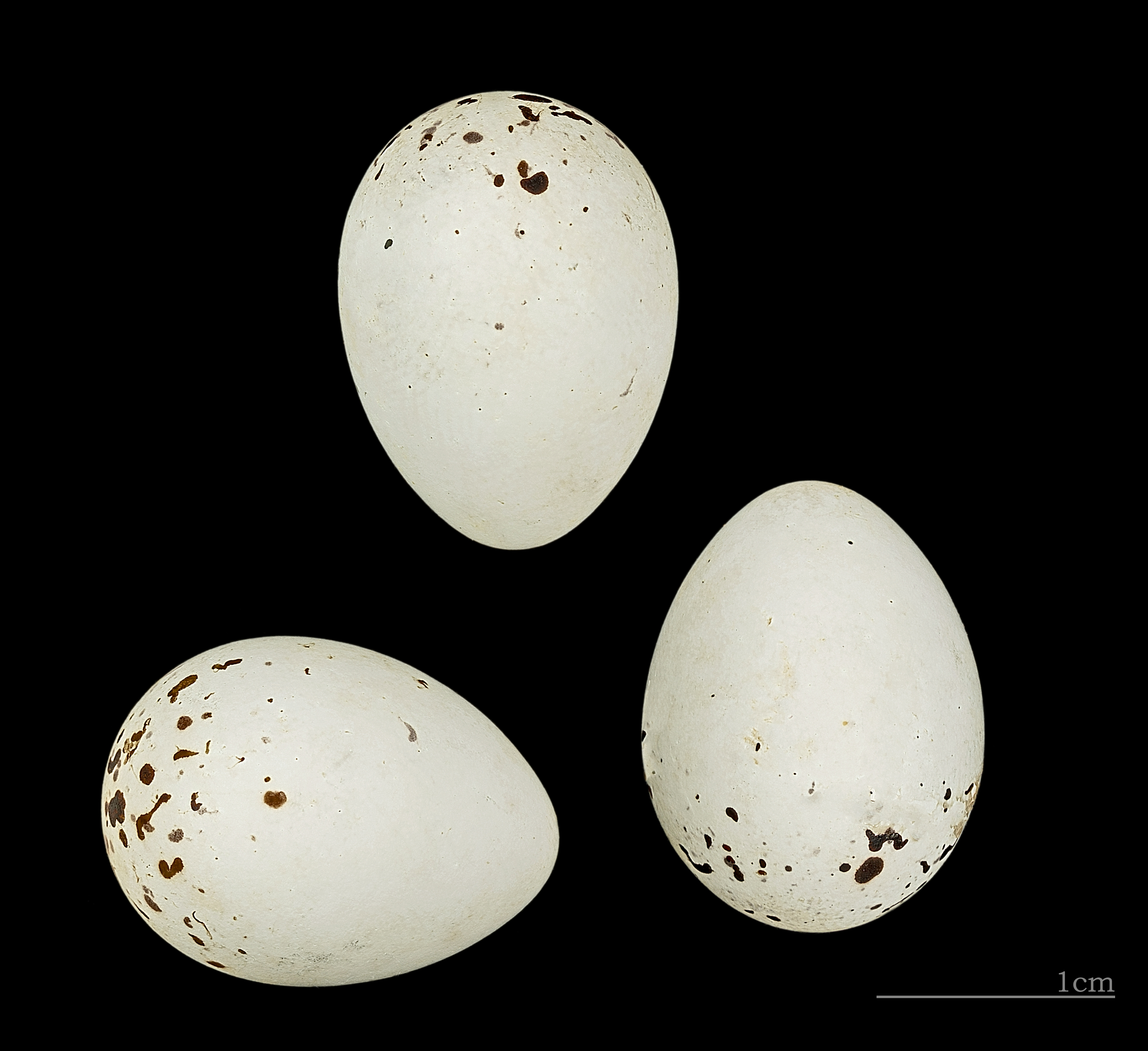
Ous de verdum de l'Himàlaia

Fan el niu amb herbes i tiges, folrant-lo amb pels o plomes. Pon 4 o 5 ous de color blau molt clar, amb petites taques brunes prop de l'extrem ample. Els pollets naixen als tretze dies i tots dos pares els alimenten amb llavors.

## Subespècies
S'han descrit dues subespècies:
- C. s. spinoides (Vigors, 1831). Pakistan, nord de l'Índia i sud de Tibet
- C. s. heinrichi (Stresemann, 1940). Nord-est de l'Índia i oest de Myanmar.